# Frohnhausen (Essen)
Frohnhausen ist ein Stadtteil im Westen der Stadt Essen.
Seine Geschichte, dessen erste Spuren mit dem Geweihgerät von Essen-Frohnhausen in die Steinzeit weisen, begann als ländliche Ansiedlung von Höfen, und ist so über Jahrhunderte bezeugt. Erst im 19. Jahrhundert wuchs die Bevölkerung stark an, da mit der Entwicklung von Tiefbauzechen und der benachbarten Krupp-Gussstahlfabrik Arbeiter aus ganz Deutschland, dem Ausland und vor allem Polen hier ihr Auskommen zu verdienen suchten. Zwischen 1822 und 1895 hat sich die Frohnhauser Bevölkerung auf rund 5.700 Einwohner verzehnfacht. 1910 lag die Einwohnerzahl schon bei rund 27.300 Menschen. Dementsprechend entwickelte sich innerhalb eines Jahrhunderts, besonders von der Firma Krupp unterstützt, eine ländliche Gegend zu einem dichtbesiedelten Wohnquartier samt nötiger Infrastruktur. Noch heute wohnen mehr als fünf Prozent aller Essener Bürger in dem zweit-einwohnerstärksten Stadtteil der Stadt nach Altenessen. Allerdings ist Altenessen in die zwei Stadtteile Altenessen-Nord und -Süd gegliedert.
An Frohnhausen grenzen im Westen Mülheim an der Ruhr und Schönebeck, im Norden Altendorf, im Osten das Westviertel und Holsterhausen und im Süden die Margarethenhöhe und Fulerum.

## Geschichte

### Erste Erwähnungen
Die Bauerschaft Frohnhausen bildete mit den Bauerschaften Holsterhausen und Altendorf jahrhundertelang das Dreibauerschaftsquartier, das dem Oberhof Ehrenzell angehörte, einem der sechs Oberhöfe des Stiftes Essen. Das Stift ernannte den Schultheiß eines Oberhofes, der gleichzeitig Richter in erster Instanz war. Ein Oberhof war eine Verwaltungseinheit, ein Vermittler zwischen den Bauerschaften, also den Unterhöfen, und dem Stift. Die Bauern zahlten Abgaben an den Oberhof, der diese an das Stift weitergab. Dem Oberhof Ehrenzell waren 56 Unterhöfe unterstellt. Im Oberhof Ehrenzell lebte der Stand der freien Adeligen. Der nächste Stand waren die frondienst- und zinspflichtigen Bauern, also die Bewohner der Bauerschaft Frohnhausen, die man auch als gemeine Freie bezeichnete. Der dritte Stand waren Leibeigene und Hörige. Hier gibt es die verbreitete Vermutung, dass der Name Frohnhausen in den Frondiensten seinen Ursprung haben könnte.
Das Dreibauerschaftsquartier lag auf dem Gebiet des Stammesherzogtums Sachsen, dessen Grenze zum Ostfrankenreich das Mühlbachtal bildete. Im Jahre 966 wird der Oberhof Ehrenzell erstmals in einer Urkunde des Römisch-deutschen Kaisers Otto I. erwähnt, mit dieser der Oberhof samt Liegenschaften, Nutzungen und Rechten auf das Konvent des Damenstiftes Essen übertragen worden war. Eine Urkunde aus dem Jahr 1286 bezeugt, dass der Graf von Limburg das Vogteirecht des Oberhofes Ehrenzell an die Äbtissin Berta von Arnsberg verpfändet hatte. Eine weitere vor 1220 erstellte Urkunde erwähnt erstmals den Ort Frohnhausen mit neun Höfen, und als separate Siedlung Overrath mit vier Höfen. Die neun Höfe lagen westlich des ehemaligen Beerenbaches (Bärendelle). Auf der späteren historischen Karte Honigmanns von 1803/06 sind weiterhin einige Hofgebäude verzeichnet.

### Höfe und Kotten
Den Frohnhauser Siedlungskern bildete ein Haufendorf etwa in Nord-Süd-Richtung verlaufend, grob der heutigen Lüneburger Straße und der Busehofstraße folgend. Zu den neun Höfen gehörten:
- der Stratmannhof, gegründet vor 1300, ursprünglich Gertrudis de Frohnhausen, ab 1818 zur Familie Bögel, Haus war bis 1940 erhalten
- der Busehof, gegründet vor 1300, ursprünglich Boderichsmühle, Abriss 1934
- der Hackenhof, gegründet vor 1300, Kölner Straße
- der Niermannshof, gegründet vor 1300, ursprünglich Wennemar von Frohnhausen, auch Krusenhof, nach 1800 Familie Hegemann, 100 Morgen groß, lag an der heutigen Burckhardtstraße, 1902 an die Stadt Essen verkauft, Abriss 1913
- der Pollerbergshof, gegründet vor 1300, 1904 als Bauland an die Stadt Essen verkauft, 1727 errichtetes Bauernhaus 1907 abgerissen, etwas später die Scheune aus dem Jahr 1834
- der Pothof (andere Schreibweisen: Pothoff oder Potthoff), 1332 gegründet, ursprünglich Brendeken, stand auf dem Gebiet des nach dem Zweiten Weltkrieg angelegten Riehlparks, betrieb ab etwa 1870 die Gastwirtschaft Pothoff im Loch mit wichtigstem Veranstaltungssaal im Ort
- der Ridderhof, gegründet vor 1300, bis 1900 bewirtschaftet, dann an die Stadt Essen verkauft, 1910 ließ Ridder auf dem Hofgelände eine Villa errichten, heutige nordwestliche Ecke Frohnhauser-/Mülheimer Straße (ehemalige Tankstelle)
- der Wientgenhof, gegründet vor 1300, Scheune bis 1940 vorhanden
- der Hof Schulte-Frohnhausen, gegründet vor 1300, später Silberkuhl, Abriss 1934/1935

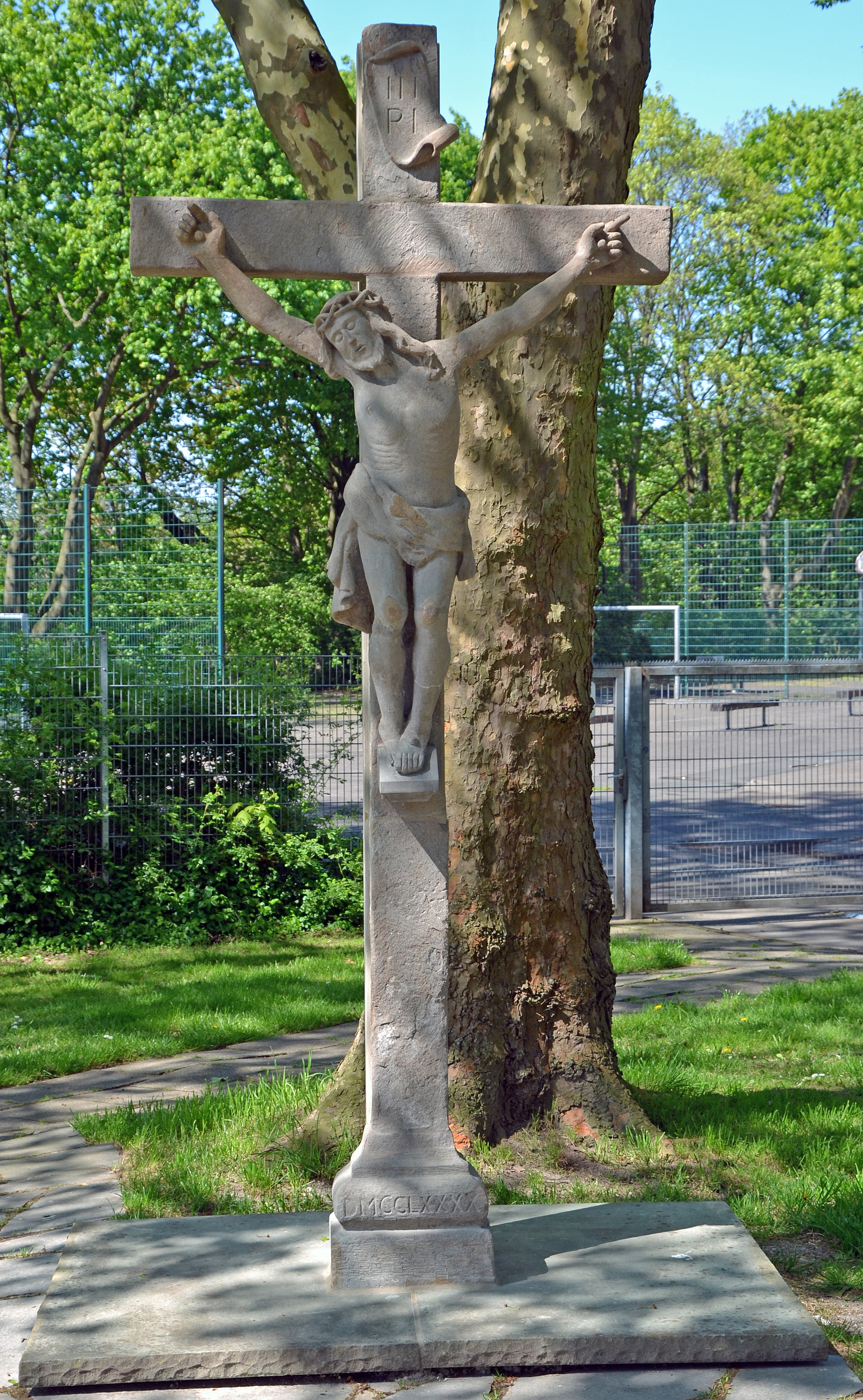
Höfekreuz des Overathhofes 2014

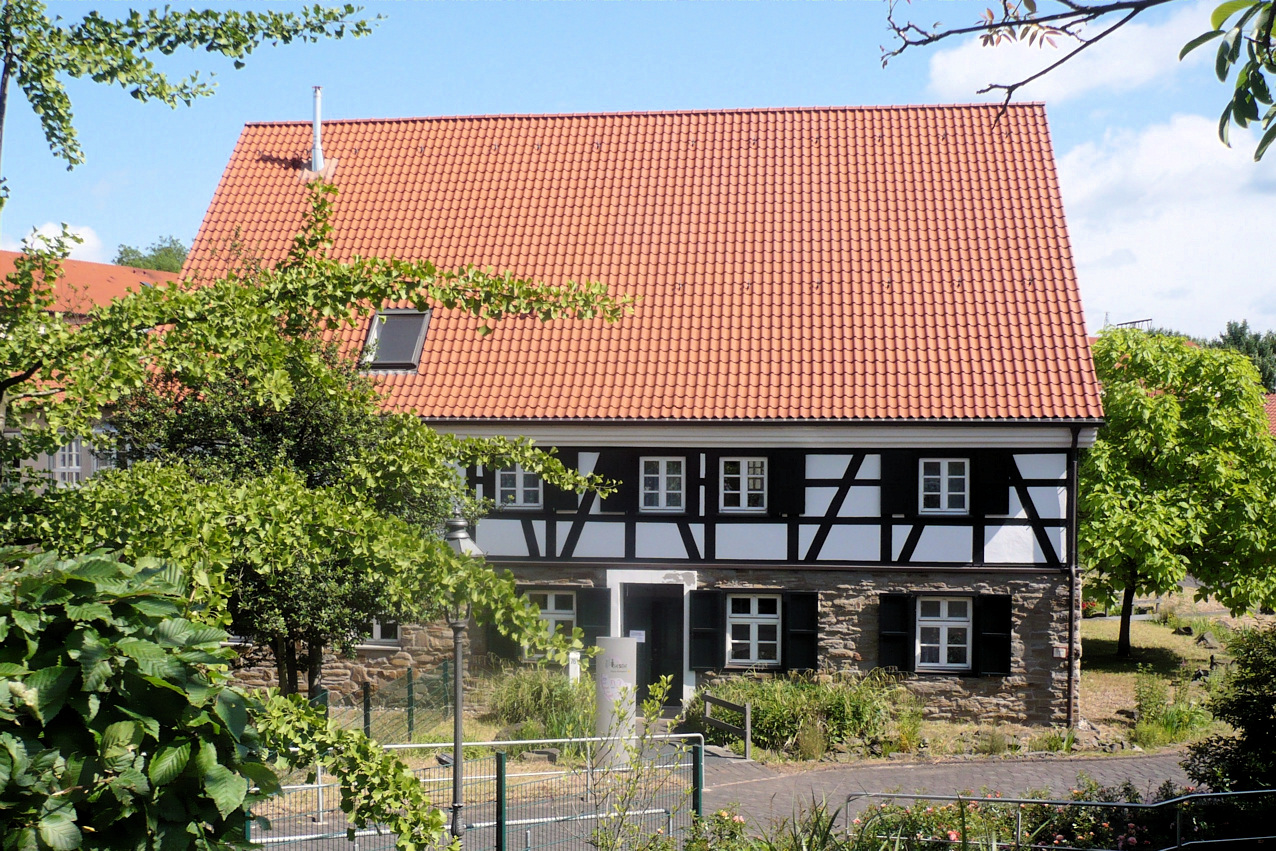
Unter Denkmalschutz stehendes Bauernhaus des Grotenhofes der ehemaligen Siedlung Overrath

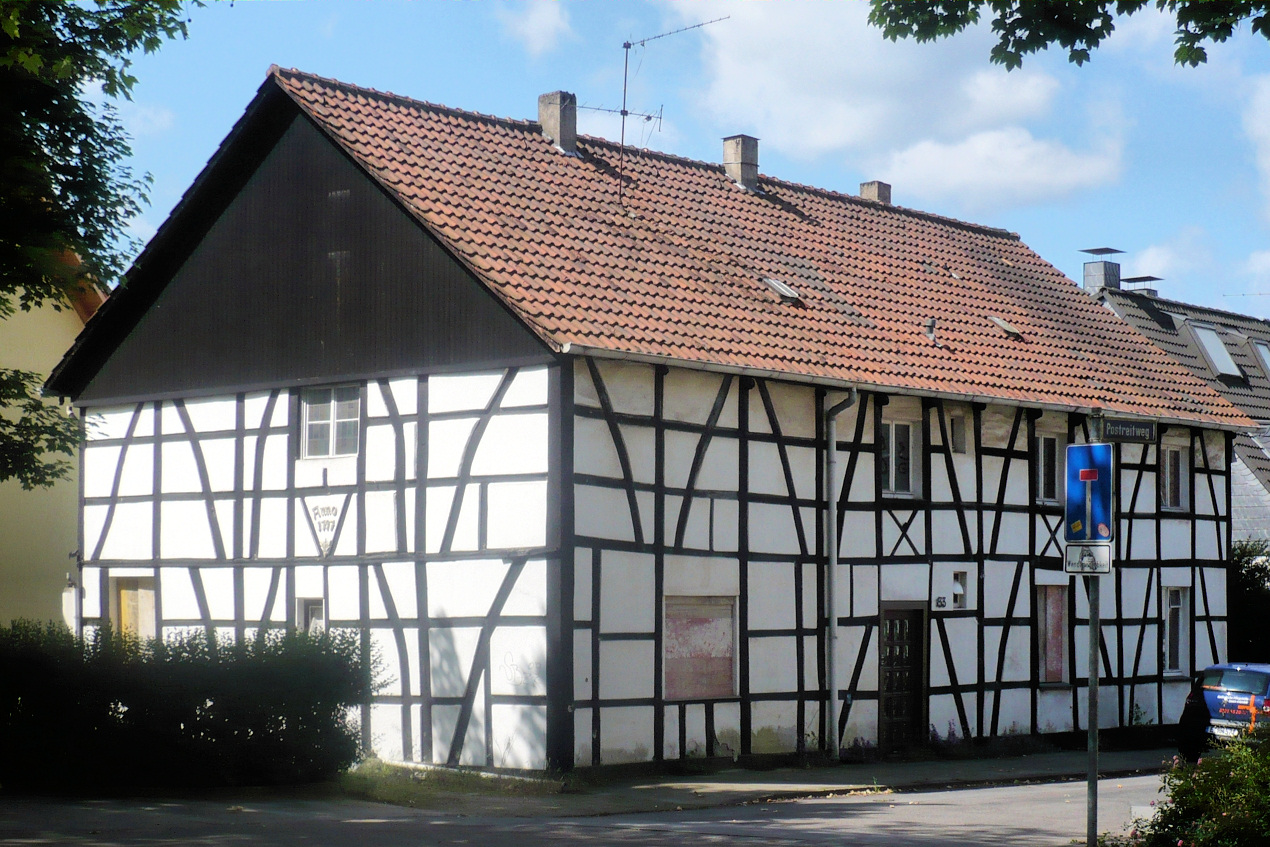
Kotten von Wilhelm Distelkamp, erbaut 1797, wurde 2013 grundsaniert

Nördlich der neun Höfe lag das zu verschiedenen Höfen gehörende, in rechtwinklige Parzellen aufgeteilte Frohnhauser Feld. Vom Frohnhauser Platz bis zur Straße Pfingstfeldwende, die 1938 ihren Namen erhielt, lag das neun Morgen große Pfingstfeld, woraus der Holsterhauser Hof Kleinborg die Pflicht hatte, jährlich als Abgabe ein Huhn und ein Zehntel der Naturalfrüchte zu entrichten. In diesem Gebiet gab es mehrere Steinbrüche, unter anderem am heutigen Westpark. Das Langenfeld gehörte zum Bauern Pollerberg gen. Lange der dieses 1904 als Bauland an die Stadt Essen verkaufte.
Von der nordwestlich gelegenen Siedlung Overrath mit einst vier Höfen existiert noch das renovierte und denkmalgeschützte, 1771 entstandene Bauernhaus des Grotenhofes. Dieses brannte 1959 teilweise aus, wurde dann nach Leerstand und Vandalismus 1996 wiederhergestellt. Der Grotenhof (ursprünglich Johannes de Overrode) wurde vor 1220 gegründet, betrieb bis 1937 Landwirtschaft und hieß zuletzt Schulte-Silberkuhl. Der Overrathhof, der vor 1220 entstand und sich auf dem Gelände des heutigen Parkplatzes der Helmut-Rahn-Sportanlage befand, wurde im Krieg 1944 zerstört. Das Höfekreuz des Overathhofes zeugt von der Frömmigkeit der bäuerlichen Frohnhauser Bevölkerung. In römischen Ziffern ist auf dem Fuß das Entstehungsjahr 1790 des Kreuzes eingraviert, dass ein ausländischer Gastarbeiter erschaffen und gestiftet hat. Nachdem das Höfekreuz seinen Standort vom Overrathhof zum Pottgießerhof wechselte, wurde es zeitweise im Zweiten Weltkrieg in einen Luftschutzbunker gebracht. Man stellte es später am Platz des ehemaligen Vereinshauses Eigene Scholle wieder auf, um es nach dessen Neubau 1960 am heutigen Standort vor der Nelli-Neumann-Schule an der Raumerstraße zu platzieren. Der ebenfalls vor 1220 entstandene Pottgießerhof, dessen Besitzer ab 1871 Familie Becker war, befand sich auf dem Areal des ehemaligen Vereinshauses Eigene Scholle. Hermann Becker verkaufte seinen Hof 1936 an die Firma Krupp, die hier die Siedlung Pottgießerhof errichtete und sich zum Erhalt des Höfekreuzes verpflichtete. Diese Verpflichtung ging 1957 an die Stadt Essen über, als sie das Gebiet der Siedlung übernahm. Seit 1979 ist das Höfekreuz fester Bestandteil einer Prozession am Palmsonntag und wurde nach einer Instandsetzung 1981 zum Missionskreuz ernannt. Nach grundlegender Sanierung ist das Kreuz zum Palmsonntag 2014 wieder an seiner Stelle aufgestellt worden.
Das größte Waldgebiet im Bereich des Essener Damenstiftes war das Frohnhauser Holz, an dessen Rande im Spätmittelalter durch Erbteilung erste Kötteranwesen entstanden. 1835 wurde das Frohnhauser Holz aufgelöst. Auf dem gerodeten Land entstanden viele Kotten, also einfache Wohnhäuser. Ein noch bestehender Kotten befindet sich im Postreitweg, als Teil des ehemaligen Hellwegs. Dieses 1797 von Wilhelm Distelkamp errichtete Fachwerkhaus stand in unmittelbarer Nähe des Distelkampshofes. Der alte Kotten Auf der Lake, an der 1961 angelegten Wendeschleife der Straßenbahnlinie 109, musste im Jahre 2000 abgerissen werden, da er zu marode war, um ihn unter Denkmalschutz zu stellen.
Dieses alte Frohnhausen besaß keine eigene Kapelle oder Kirche, deshalb mussten die Frohnhauser über ein Feldkreuz bei der heutigen Apostelkirche nach Essen in die Kirche gehen.

### 17. bis 19. Jahrhundert

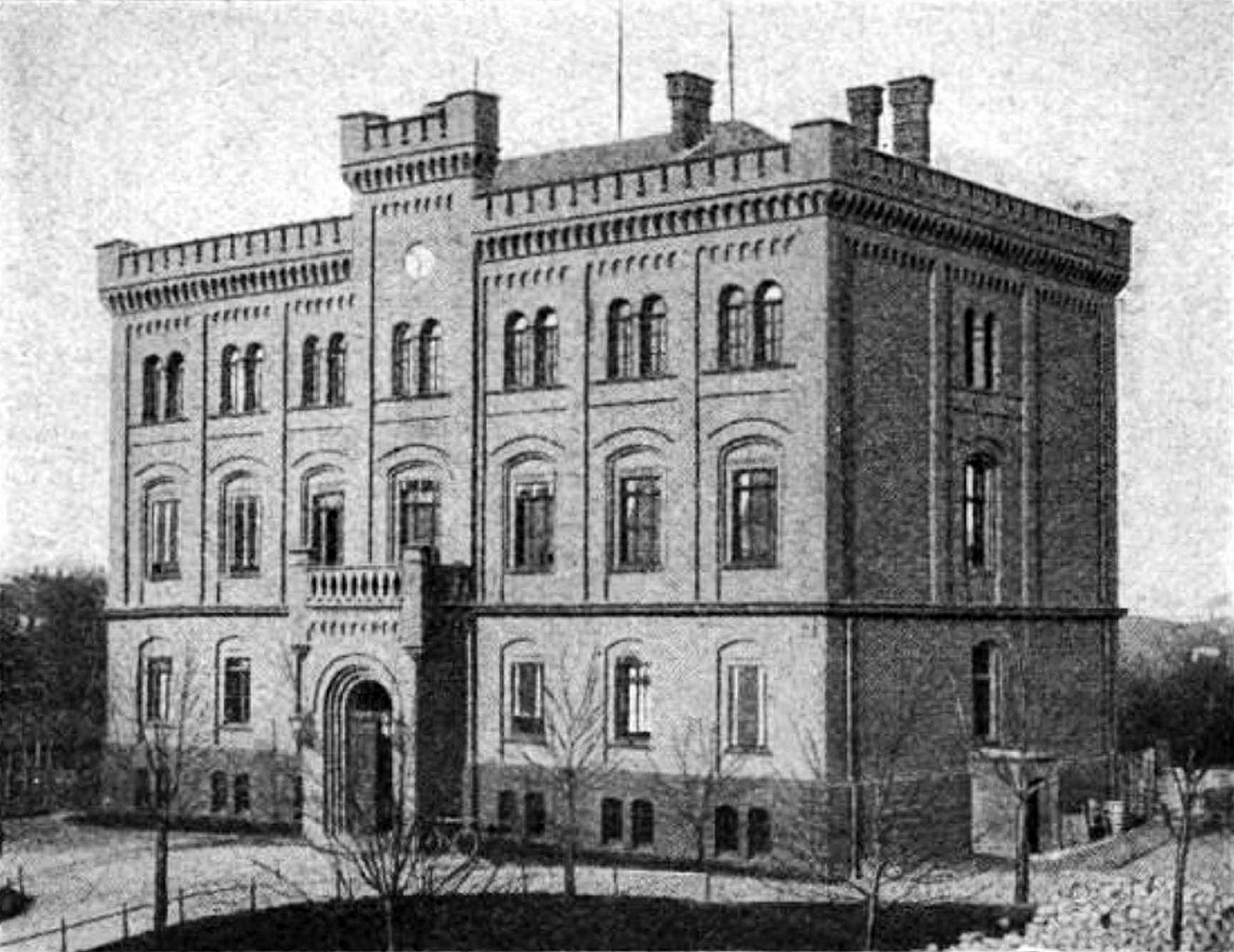
Rathaus der Bürgermeisterei Altendorf vor 1902

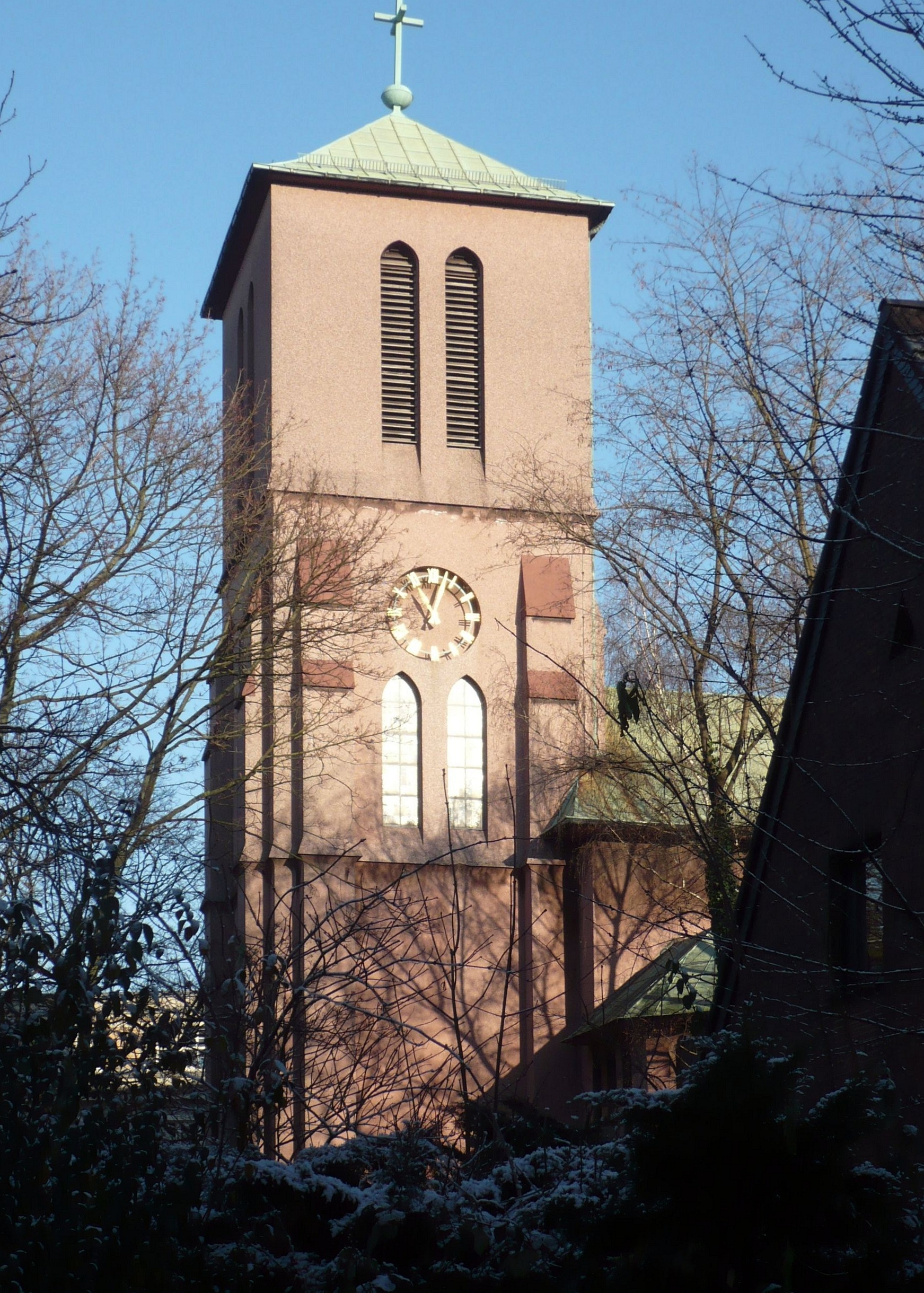
Älteste Kirche im Essener Westen: Lutherkirche

1689 wurde der Oberhof Ehrenzell nach ihrem Aufsitzer in Philipsenburg umbenannt.
Bereits im 15. Jahrhundert ist auf dem Gebiet Frohnhausens das älteste professionell betriebene Bergwerk des Ruhrgebietes nachgewiesen. Im 16. und 17. Jahrhundert begann in Frohnhausen der Ruhrbergbau an den Hängen des Borbecker Mühlenbaches. In den Mühlenbach mündete die Voßbecke, entspringend am Westfriedhof, dem heutigen Gervinuspark, verlaufend vorbei an der 1908 erbauten Villa im Vosse (Ecke Oncken-/Dollendorfstraße), über die Raumerstraße und den Lepsiusweg zum Bahndamm. Ebenfalls mündete die Hustenbecke, mit Verlauf durch die Kleingartenanlage am Postreitweg, und die Piepenbecke, der Straße Frettholz folgend, in den Borbecker Mühlenbach. Der Bach, an dessen Lauf Frohnhausen sich ausbreitete, war der Beerenbach (genannt Bärendelle). Aus heutiger Sicht entsprang er beim Frohnhauser Platz, verlief entlang der Sybelstraße, durch den Riehlpark und durch die Siedlung Bärendelle nach Altendorf. Das Land an der Bärendelle galt als minderwertig und war noch um 1900 als Müllhalde genutzt worden. Im 17. Jahrhundert entwickelte sich zwischen dem heutigen Gervinuspark und der Onckenstraße eine dichtere Ansammlung von Kotten, die Vogenbeck genannt wurde.
Das Dreibauerschaftsquartier, bestehend aus Altendorf, Holsterhausen und Frohnhausen, wurde nach der Säkularisation 1803 der Munizipalität Borbeck zugeteilt. Daraus 1874 ausgegliedert, bildeten Frohnhausen, Holsterhausen und Altendorf zusammen die Bürgermeisterei Altendorf, deren erster und einziger Bürgermeister Wilhelm Kerckhoff war. Das Rathaus wurde 1876 durch den Architekten Carl Wilhelm Theodor Freyse, Sohn des Architekten Heinrich Johann Freyse, erbaut. Das Baugrundstück war zuvor vom Gastwirt Johann Potthoff angekauft worden. Es wurde im Zweiten Weltkrieg zerstört. Es befand sich dort, wo seit 1952 die Kirche St. Mariae Geburt steht. Die Villa des Bürgermeisters stand auf einem Teil des heutigen Riehlparks. Hier befand sich in den ersten Monaten nach Gründung der Altendorfer Kreditbank im Jahr 1896 deren Geschäftsstelle. 1882 wurde mit Hilfe von Spenden der Firma Krupp die erste evangelische Kirche im Essener Westen, die Lutherkirche, gebaut. In diesem Jahr wurde auch die erste St.-Antoniuskirche fertiggestellt, die nach Kriegszerstörung 1956 durch den heutigen modernen Bau ersetzt wurde. Bis zum Jahre 1898 war Frohnhausen zwar landwirtschaftlich flächendeckend erschlossen, aber im Verhältnis zu den Nachbarorten Altendorf und Holsterhausen dünn besiedelt. In der Bürgermeisterei gab es aber bereits einen Plan, der ein dichtes Straßennetz, sich an der Falkensteinstraße (heute Berliner Straße) orientierend, zeigte.

### Nach der Eingemeindung zu Essen 1901
1901 wurde Frohnhausen als Teil der Bürgermeisterei Altendorf, welche mit etwa 66.000 Einwohnern als größte preußische Landgemeinde galt, zur Stadt Essen eingemeindet.
In den darauf folgenden Jahren änderte sich das bis dahin noch ländlich geprägte Bild Frohnhausens rasant, denn die stark aufstrebende Industrie im Bergbau- und Stahlbereich benötigte viele Arbeitskräfte, für die zahlreiche Wohnsiedlungen errichtet wurden. Die Einwohnerzahl Frohnhausens hatte durch Einwanderungen in den Jahren 1895 bis 1910 den höchsten Anstieg: von knapp 6.000 auf über 27.000, was eine enorme Wohnungsnot mit sich brachte. Landwirte und Hofbesitzer verkauften ihr Land als Bauland an die Stadt, die es an diverse Bauherren wie die Friedrich Krupp AG, den Mülheimer Bergwerks-Verein oder private Bauspekulanten weiter veräußerte. Der Essener Oberbürgermeister Erich Zweigert engagierte 1901 den Bauingenieur und damaligen Leiter des Stadterweiterungsamtes Robert Schmidt zur Erarbeitung eines Bebauungsplans für den Essener Westen. Robert Schmidt ließ ab 1906 das Wohn- und Arbeiterviertel Pollerbergshof auf dem 1904 verkauften Langenfeld, dem zehn Hektar großen Grund des Hofbesitzers Pollerberg gen. Lange, errichten. Neben Wohnblocks nach zu dieser Zeit neuen hygienischen und ästhetischen Maßstäben mit begrünten Innenhöfen entstanden hier auch die 1913 geweihte Apostelkirche als Beispiel der Reformarchitektur.
Der Frohnhauser Marktplatz wurde 1910 angelegt. An seinem westlichen Ende folgte am 11. August 1912 die Einweihung des Marktbrunnens im Jugendstil. Seinen Aufbau aus Dorlaer Muschelkalk entwarf Regierungsbaumeister Leydhecker, die künstlerische Gestaltung der Düsseldorfer Bildhauer Walter Kniebe. Der halbkreisförmige Brunnen mit einem Durchmesser von fünf Metern ist in fünf Felder gegliedert, wobei die beiden äußeren und das mittlere Feld je einen wasserspeienden Löwenkopf zieren. Das zweite und vierte Feld zeigen Reliefdarstellungen. Die linke versinnbildlicht mit einem Bergmann, der mit Hammer und Meißel einen Steinblock bearbeitet, die Industrie, der Frohnhausen seine rasche Entwicklung verdankt. Die linke Figur prüft in kniender Haltung die Schneide einer Sense und versinnbildlicht die vorindustrielle Zeit. In der Brunnenmitte stand ursprünglich auf einem Postament eine Mutter, die mit geneigtem Kopf ein vor ihr herschreitendes Kind führt, um zu zeigen, dass die Kinder weiterhin auf den rechten Weg geführt werden sollen. Zwanzig Meter vor dem Brunnen gab es zwei Trinkbrunnen und zwei Säulen mit aufgesetzten Gasleuchtern, die die gesamte Anlage nach Osten hin abschlossen. An den Kosten beteiligten sich der Verschönerungsverein, die Friedrich Krupp AG, der Unternehmer Karl Goldschmidt und die Essener Credit-Anstalt.
Der angrenzende Westpark entstand als Bedingung der Firma Krupp, die diesen Bereich als Teil des ehemaligen Pfingstfeldes zwischen Hildesheimer- und Liebigstraße 1910 an die Stadt Essen verkaufte. In diesem Zuge entstand 1910 bis 1912 die nördlich des Parks gelegene Siedlung Luisenhof.
1911 war die weiter westlich gelegene St.-Elisabeth-Kirche nach Entwurf des Kölner Architekten Carl Moritz fertiggestellt. Sie wurde 1944 zerstört, 1959 durch Emil Steffan wiederaufgebaut und ist heute die einzige römisch-katholische Kirche in Deutschland mit einer Bilderwand mit russisch-orthodoxen Motiven, einer sogenannten Ikonostase. Im Gervinuspark, dem ehemals kommunalen Westfriedhof, befinden sich noch heute die Grabmale der Familie des Bürgermeisters Kerckhoff der ehemaligen Altendorfer Gemeinde. Der Bauboom Anfang des 20. Jahrhunderts bescherte allerdings auch einen Überbestand an Wohnraum, so dass es besonders in den Jahren 1911 und 1912 zu vielen Überschuldungen und, in Folge, zu Zwangsversteigerungen kam. 1908 eröffnete die Krupp-Oberschule. 1912 entstand das heutige Bahnhofsgebäude des Bahnhofs Altendorf, heute Bahnhof Essen West. Vorher diente ein ehemaliges Wohnhaus der Arbeiterkolonie Kronenberg auf der nördlichen Seite der damaligen Strecke der Bergisch-Märkischen Eisenbahn-Gesellschaft als Bahnhofsgebäude. Südöstlich des Bahnhofes steht das ehemalige Ledigenheim, welches von der Firma Krupp als Kost- und Schlafhaus für Arbeiter gebaut wurde. Nachdem es von 1927 bis 1939 das Ruhrland-Museum beherbergte, ist es heute das denkmalgeschützte Bürohaus West. Die Margarethe-Krupp-Stiftung für Wohnungsfürsorge ließ 1916 bis 1920 die am Westrand liegende Siedlung Breilsort für kinderreiche Arbeiterfamilien errichten sowie vorher 1912 das Friedrichsbad an der Kerckhoffstraße. Nach Kriegsschäden wurde es 1948 wiedereröffnet. In den Jahren 1915 bis 1917 entstand die Siedlung Bärendelle nach Plänen von Robert Schmohl.

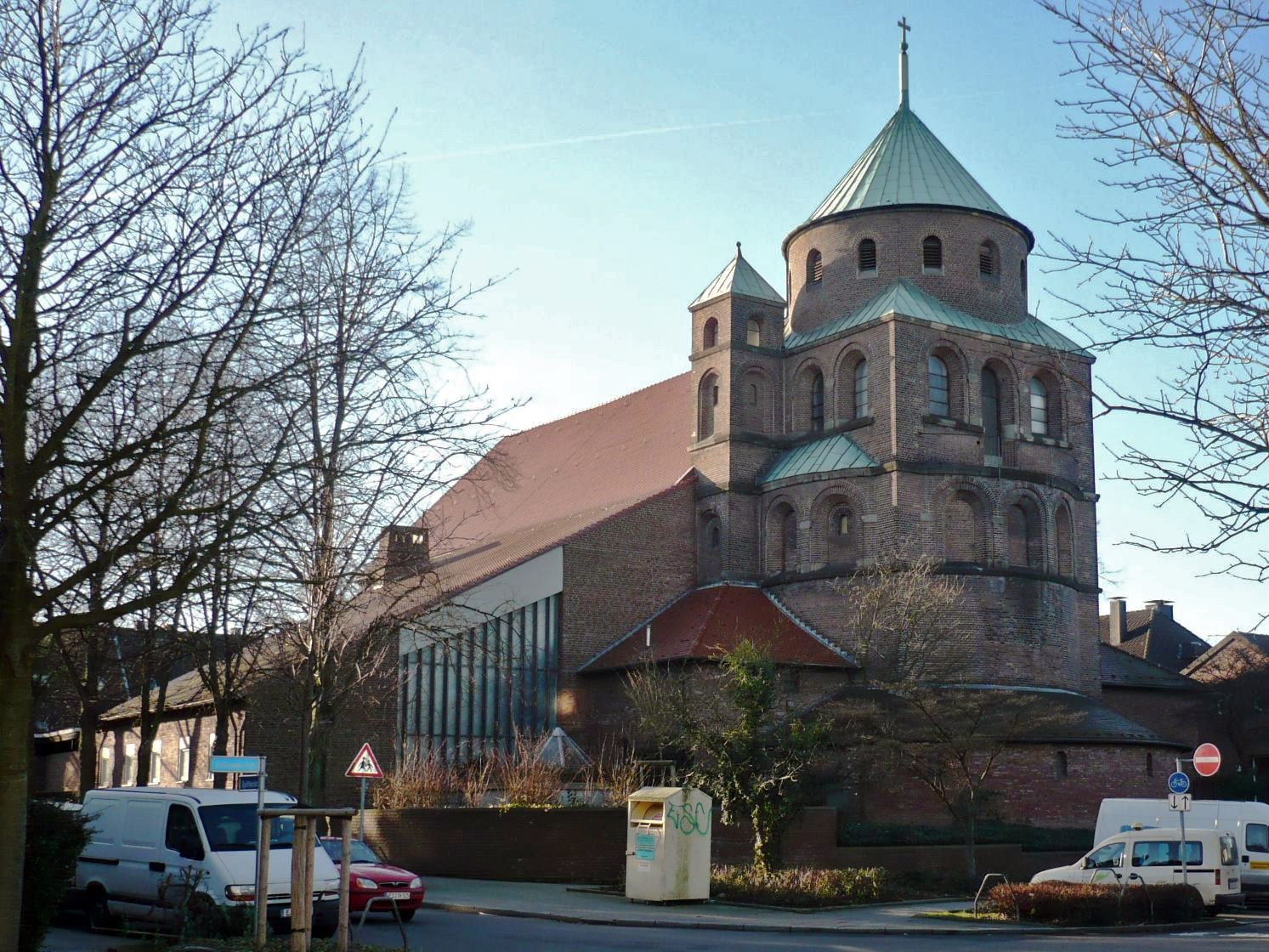
St.-Elisabeth-Kirche, fertiggestellt 1911
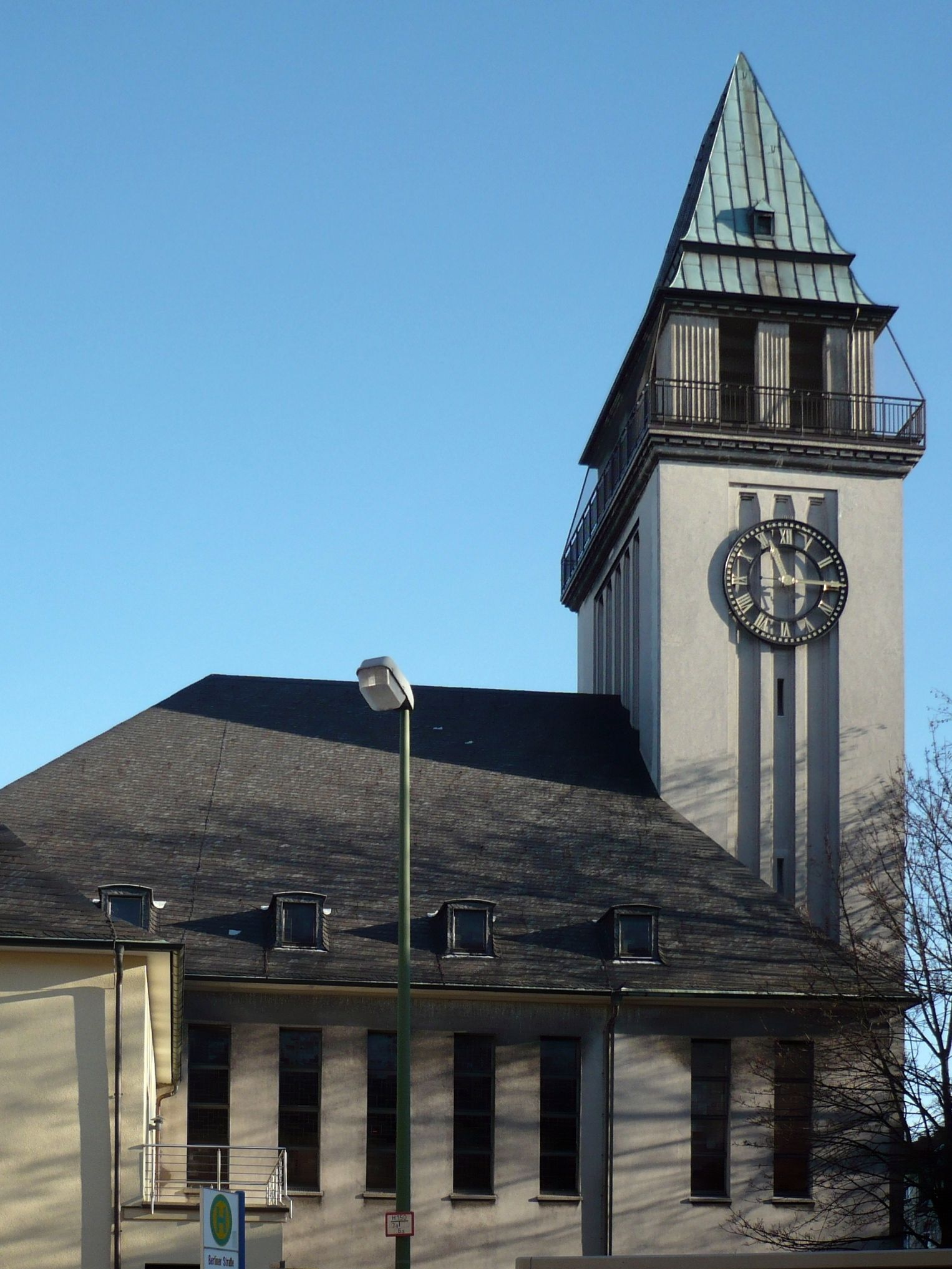
Apostelkirche, fertiggestellt 1913
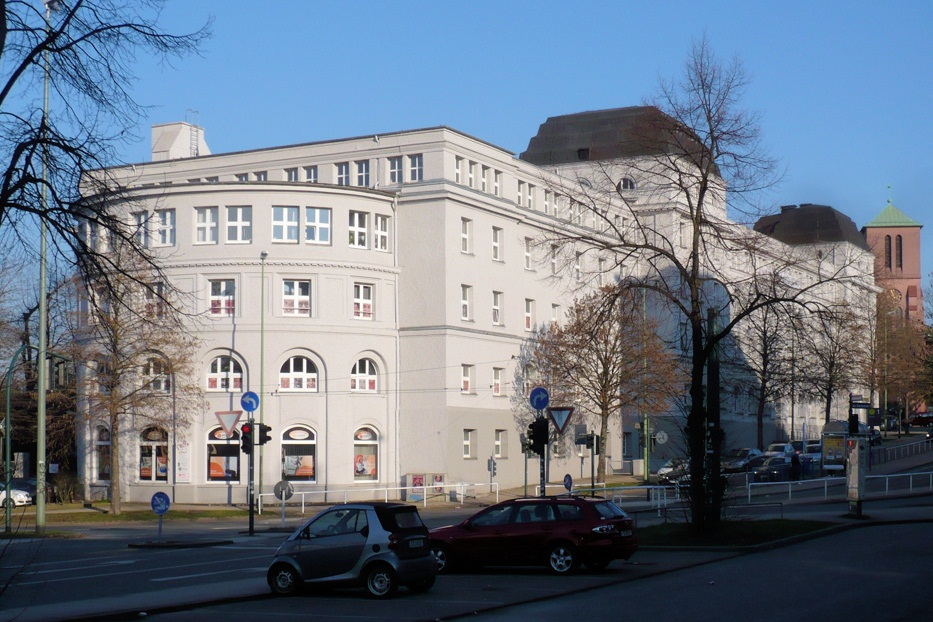
Bürohaus West, ehemaliges Ledigenheim
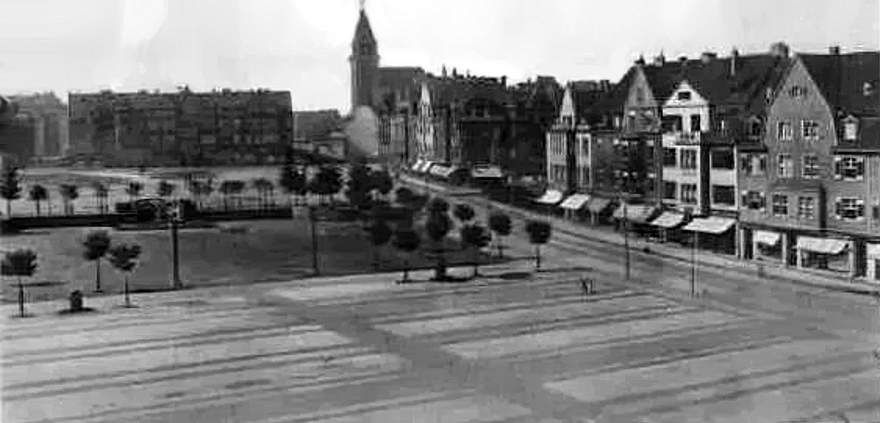
Marktplatz um 1914, im Hintergrund die Apostelkirche
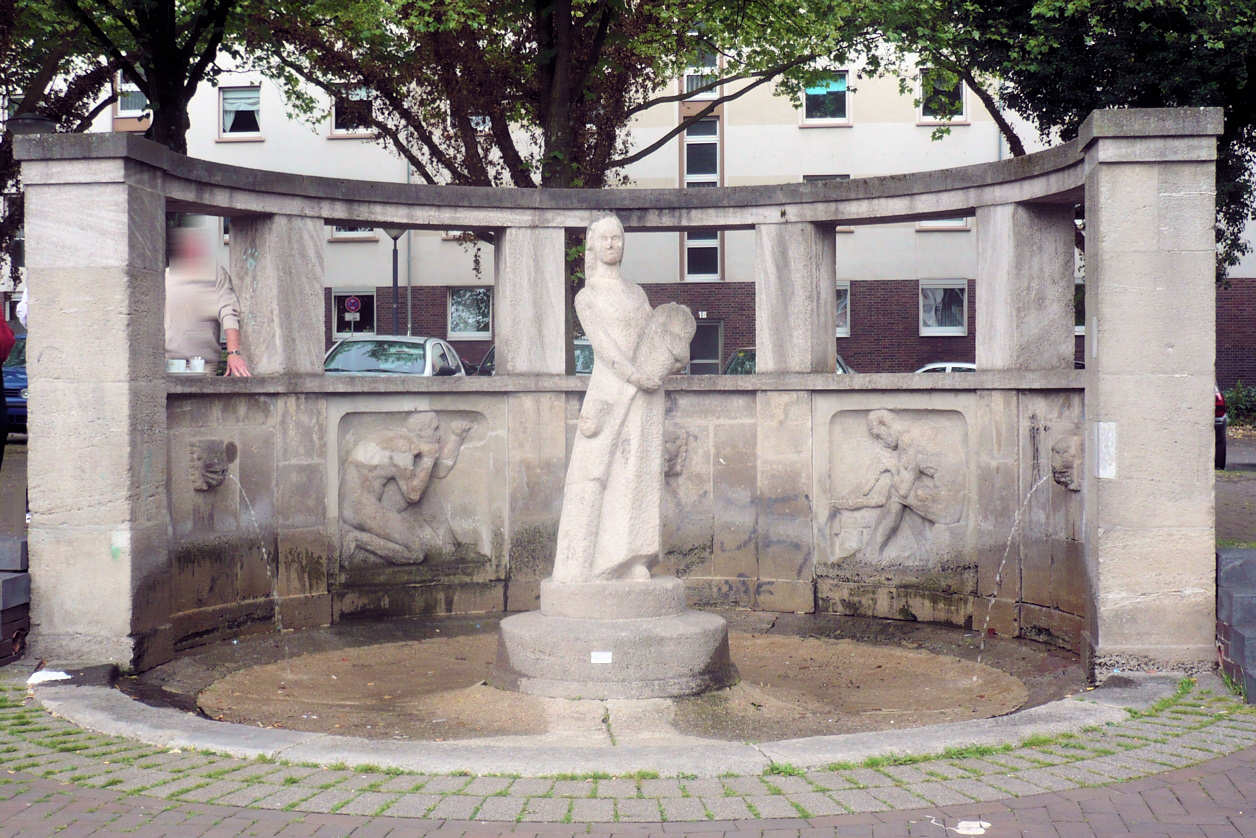
Jugendstilbrunnen von 1912 am Frohnhauser Platz

Der seit 1906 so genannte Frohnhauser Platz diente und dient heute dem Wochenmarkt. Im Eingemeindungsvertrag hatte sich die Stadt Essen 1901 unter dem § 13 dazu verpflichtet, in Frohnhausen einen Platz für den Wochenmarkt zu errichten. Zur Zeit des Nationalsozialismus wurde der Platz am 8. Mai 1933 in Schrönplatz und am 14. Juli des Jahres in Friedel-Schrön-Platz umbenannt. Nach dem Krieg erhielt er am 18. Juni 1945 seinen ursprünglichen Namen zurück. Der SA-Mann Friedel Schrön war 1932 bei Auseinandersetzungen zwischen der Sturmabteilung SA, der Polizei und Kommunisten in Essen ums Leben gekommen.

### Zur Zeit der Weltkriege
Nach dem Bauboom, der bis zum Ersten Weltkrieg anhielt, stagnierte die Entwicklung des Stadtteiles bis zum Zweiten Weltkrieg, in dem Frohnhausen etwa zur Hälfte zerstört wurde. Eines der wenigen großen Bauvorhaben während der Zeit des Nationalsozialismus war der große Backsteinbau der Schule für Industrieberufe Essen-West (heute Berufskolleg West), der in den Jahren 1939 bis 1941 errichtet wurde. Ab Ende der 1930er Jahre wechselte der Saal der ehemaligen Gaststätte des Pothofes den Besitzer und wurde von der Frohnhauser Ortsgruppe der NSDAP genutzt. In die Hänge des Mühlenbachtales wurden Luftschutzstollen gegraben. In einem Lager für Kriegsgefangene an der Raumerstraße wurden bis zu 1.500 sowjetische Kriegsgefangene auf engstem Raum zusammengepfercht, wobei sie an Unterernährung litten und unzureichendem Bombenschutz und menschenunwürdiger Behandlung ausgesetzt waren. Man setzte sie zur Zwangsarbeit in Kruppschen Betrieben ein. Auch auf dem nahegelegenen Overrathhof, wie auch in anderen landwirtschaftlichen Betrieben Frohnhausens, arbeiteten Zwangsarbeiter. Angrenzend gibt es den Tunnel Grunertstraße unter der heutigen Haupteisenbahnstrecke, in dem im Winter 1944/1945 etwa 170 Gefangene auf kleinstem Raum untergekommen waren. Im Tunnel war zeitweise eine Mauer als Abgrenzung zu den rund 1000 französischen Kriegsgefangenen gezogen worden, die sich nördlich, auf dem Gelände des ehemaligen Nöggerathbades auf Altendorfer Gebiet, in einem Lager befanden. Auch sie wurden in den Kruppschen Betrieben eingesetzt. An der Adelkampstraße waren ebenfalls bis zu 300 Zwangsarbeiter untergebracht.

### Nachkriegszeit

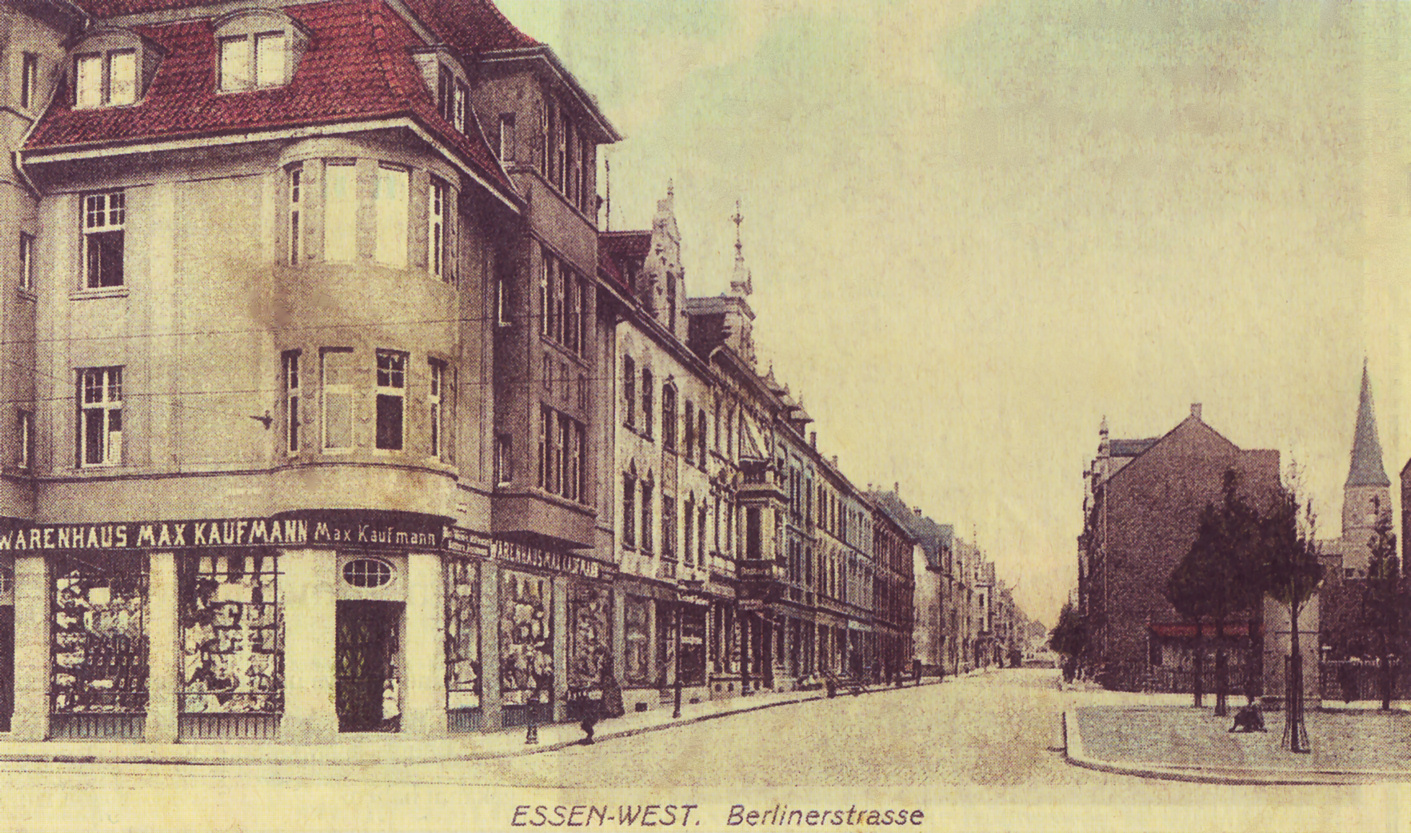
1917: Berliner Straße, rechts Gervinusplatz und alte St.-Antoniuskirche

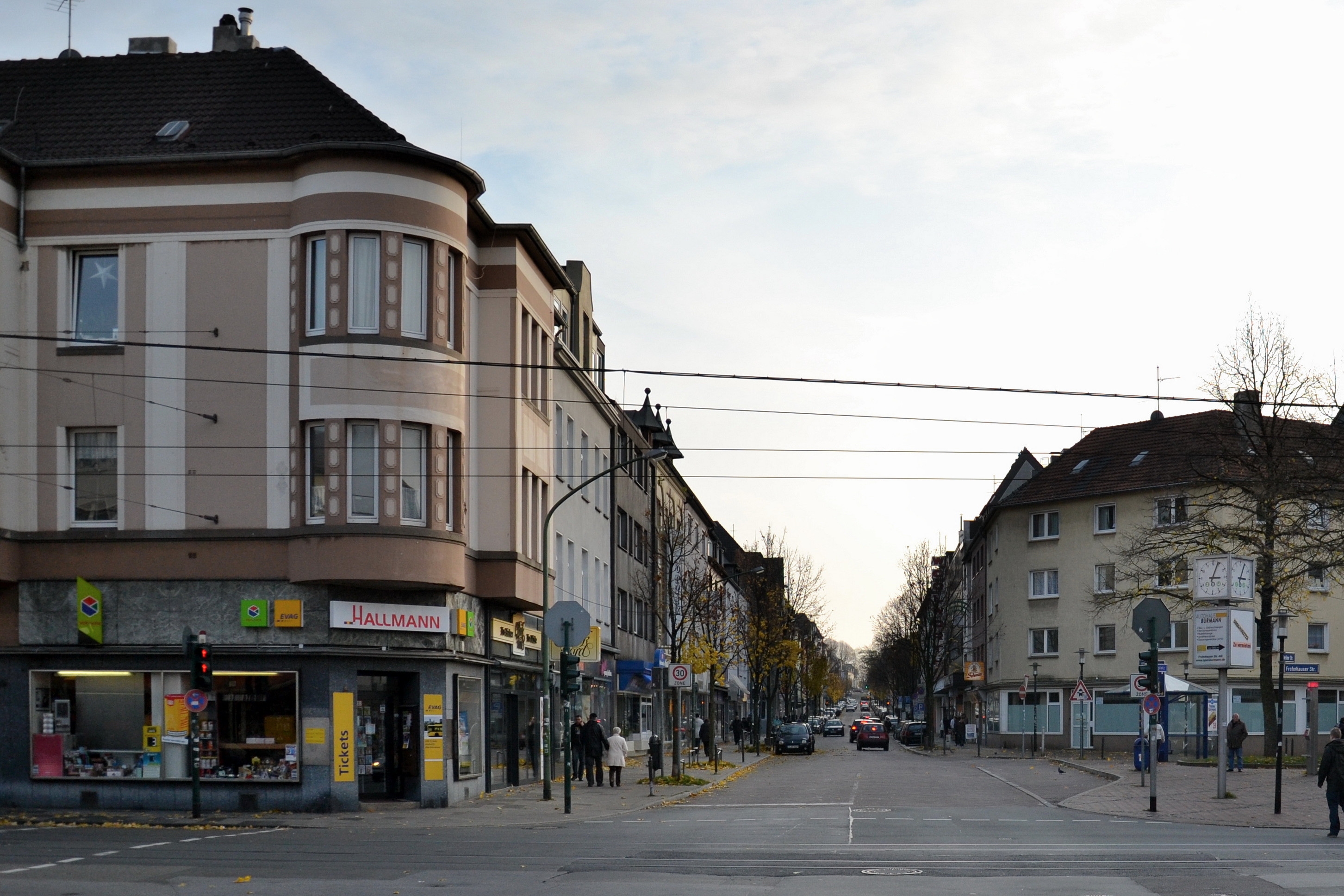
Vergleich: Berliner Straße im Jahr 2012

Im April 1945 wurde Frohnhausen, wie nach und nach alle anderen Stadtteile, von Amerikanern besetzt, die etwa Mitte Juni 1945 durch englische Besatzer abgelöst wurden. Auf dem Gebiet des zerstörten Overrathhofes wurden Behelfsheime errichtet und auf den zugehörigen Feldern wurde wieder angebaut, und zwar noch bis um 1960 die Bezirkssportanlage gebaut wurde. Am 25. August 1945 konnte an der Berliner Straße die Postfiliale wiedereröffnet werden. Im Herbst 1945 fuhren wieder Straßenbahnen von der Humboldtstraße zum Berzeliusplatz und später weiter über die Helenenstraße zum Jahnplatz. Die Unterernährung der gesamten Bevölkerung war groß, denn das, was es auf Lebensmittelkarten gab, war wenig. Hilfsaktionen der Quäker brachten etwas zu essen in die Schulen. Im Dezember 1945 ordnete die britische Militärregierung die Schulspeisung an. Zudem gab es Lebensmittel aus Schweden, was durch Spenden der dortigen Bevölkerung zustande kam. Der Präsident des Schwedischen Roten Kreuzes, Graf Bernadotte, besuchte Anfang 1946 in Frohnhausen einen Bunker, eine Gaststätte und einen Kinderhort, um sich ein Bild der Verteilung der gespendeten Lebensmittel machen zu können. Diese Schwedenspeisung fiel deutlich rationierter aus und konnte nur einige Monate ausgegeben werden. Kinder bis sechs Jahren, die von der Schulspeisung ausgeschlossen waren, wurden zeitweise durch das Schweizerische Rote Kreuz versorgt. Diese Kleinkinderspeisung lief auch am 24. Februar 1947 wieder an. In einigen Teilen Frohnhausens konnte im Frühjahr 1946 die Gasversorgung wieder aufgenommen werden. Anfang 1947 war die schwer beschädigte Betriebszentrale der Konsumgenossenschaft Essen an der Berliner-/Ecke Kerckhoffstraße wieder hergerichtet, die eine Bäckerei eröffnete, die 60.000 Brote täglich backen konnte. Im Februar 1947 fielen die Temperaturen bis auf −20 °C, woraufhin man in Schulen und Ämtern Wärmestuben einrichtete. Der Hunger in der Nachkriegszeit war enorm. Beispielsweise wurden auf dem Friedhof an der Gervinusstraße beschädigte Steine von Kindergräbern beseitigt, um dort Gemüse anzubauen. Im Juli 1948 hatten sich in Frohnhausen durchschnittlich 2,14 Personen einen Raum geteilt. Im September 1948 begannen die Ratsherren mit Oberbürgermeister Gustav Heinemann persönlich mit der Schaufel mit dem Aufräumen der Trümmer am West-Bahnhof vor der Schule für Industrieberufe, dem heutigen Berufskolleg West. Die Berufsschüler übernahmen diese Arbeit später. Im Januar 1949 wurde in der Frohnhauser Straße 422, im Saal der Gaststätte Stens, ein Urania-Kino mit 450 Plätzen eröffnet. Im noch nicht wieder überdachten West-Bahnhof, der spöttisch Wasserbahnhof genannt wurde, eröffnete im März 1949 die komplett wiedererrichtete Bahnhofsgaststätte. Am 6. September 1949 wurde das durch das Schwedische Rote Kreuz gestiftete Schwedenheim in der Hildesheimer Straße als Kindertagesstätte eröffnet. Bereits im April des Jahres verließen die Schweden, die die Kinder in den vergangenen vier Wintern mitversorgten, die Stadt. Zum Dank benannte man in Bredeney eine Straße nach Graf Bernadotte. Im Juni 1949 begann die Errichtung der Notkirche durch Otto Bartning an der zerstörten Apostelkirche, die dann am 30. Oktober eingeweiht wurde. Bereits 1948 begannen die Arbeiten an der St.-Antonius-Notkirche. Als letzte Kirche wurde 1962 die Markuskirche in Frohnhausen errichtet.

### Wappen

Wappen von Frohnhausen

Blasonierung: „In Rot unter zwei gekreuzten goldenen (gelben) Botenstäben, ein silbernes (weißes) Haus mit schwarzem Fachwerk und Tor.“
Das Wappen wurde von Kurt Schweder entworfen und hatte nie offiziellen Charakter. Ende der 1980er Jahre schuf der Heraldiker für alle Essener Stadtteile Wappen. Sie sind inzwischen von der Essener Bevölkerung gut angenommen worden.
Das Wappen ist ein sogenanntes „redendes Wappen“; die Botenstäbe spielen auf den Wohnsitz des „Frohnen“ bzw. Gerichtsboten an. Das Haus steht für die Endung „-hausen“.

### Frohnhauser Schulen
1685 wird erstmals urkundlich eine Schule genannt, die auf Initiative und mit Einwilligung der Fürstäbtissin Anna Salome von Salm-Reifferscheidt entstehen konnte. Diese katholische Bekenntnisschule lag im Schnittpunkt der drei Dörfer Frohnhausen, Altendorf und Holsterhausen, damals am Nölkesbusch, an der Stelle, wo sich heute der Schulhof der 1961 eröffneten Bertha-Krupp-Realschule befindet; damals Mädchenrealschule, heute Realschule für Jungen und Mädchen. Die heutige Cosmas und Damian-Schule geht auf diese erste Dorfschule Frohnhausens zurück. In dem einen Klassenraum dieser Dorfschule wurden nicht nur die Kinder der Dreibauerschaft, sondern auch die aus den umliegenden Orten Bochold, Schönebeck, Rüttenscheid und sogar Essen unterrichtet. Das gelang, da es keine Schulpflicht gab und viele Kinder auf den Höfen arbeiten mussten, und daher nicht oder nur unregelmäßig in die Schule gingen. 1891 wurde das Gebäude der ersten Schule in Frohnhausen abgerissen.
Um 1813 errichtete man ein Schulgebäude unweit der alten Dorfschule, dort, wo heute die Turnhalle der teils auf Holsterhauser Gebiet befindlichen Alfred-Krupp-Schule steht. Es war die erste Katholische Volksschule in Frohnhausen. Zu dem anfänglich einen Unterrichtsraum wurden, aufgrund der stark anwachsenden Bevölkerung, weitere vier im Laufe der Jahre angebaut, in denen 1854 in fünf Klassen 400 Schüler unterrichtet wurden. Die Frohnhauser Schule wurde 1859 durch eine neue Schule in Rüttenscheid (eine Klasse), ein Jahr später durch eine neue Schule in Altendorf (zwei Klassen), und weitere drei Jahre später durch eine neue Schule in Holsterhausen (zwei Klassen) entlastet. Doch die immer schneller wachsende Schülerzahl zwang 1871 zum Bau einer zweiten Katholischen Volksschule in Frohnhausen mit zwei Räumen. Sie lag an der Hamburger- (damals Mühlenstraße), Ecke Frohnhauser Straße (damals Essen-Mülheimer-Chaussee). Dazu kam 1872 noch die erste Evangelische Volksschule mit zwei Räumen. In das evangelische Volksschulgebäude an der Essen-Mülheimer-Chaussee zog 1925 die Knaben-Mittelschule Essen-West ein; die Knaben wurden von der 1918 gegründeten Mittelschule an der Altendorfer Straße getrennt, die seit 1922 auch Mädchen besuchen durften. Die Knaben-Mittelschule Essen-West musste 1939 ins heutige, zwischen 1908 und 1910 errichtete Alfred-Krupp-Gymnasium an der Margaretenstraße umziehen und konnte nach Kriegsende als gemischte Schule wieder zurück. 1961 trennte man erneut, die Mädchen zogen in ein eigenes Gebäude an der Kerckhoffstraße. Seit 1974 heißt die Schule im Gebäude an der Mülheimer Straße Realschule für Jungen und Mädchen Essen-West.
1900 eröffnete die Katholische Volksschule IV, aus der die Gervinusschule hervorging. Nach der Eingemeindung zur Stadt Essen 1901 erhielt die zweite katholische Volksschule den Namen Katholische Volksschule XVIII, auf deren Gelände am 23. April 1912 schließlich das große Gebäude der heutigen Elisabeth-Grundschule eingeweiht wurde. Sie trug zwischen 1939 und 1945 den Namen Herderschule, wobei ihre Klassenräume zur Zeit des Zweiten Weltkrieges auch als Zwangsarbeiterlager für 180 Osteuropäer genutzt wurden, die im Auftrag der Stadtverwaltung meist Trümmer beseitigen mussten. Nach 1945 hieß sie Katholische Herderschule und seit 1958 heißt sie Elisabethschule. Anfang der 1960er Jahre nahm eine neue Grundschule mit dem Namen Herderschule am Postreitweg den Betrieb auf.
In der Siedlung Bärendelle wurde um 1910 die Volksschule Bärendelle, später Hauptschule, vom Architekten Albert Erbe errichtet. Sie steht seit 1994 unter Denkmalschutz. Obwohl man das Gebäude zwischen 2007 und 2011 sanierte, wurde die Hauptschule Bärendelle im Sommer 2011 geschlossen, ebenso die städtische Gemeinschaftshauptschule Adelkampschule. Seit dem Frühjahr 2018 wird das Gebäude der ehemaligen Volksschule Bärendelle, das im Zweiten Weltkrieg schwer beschädigt worden war, unter Berücksichtigung des Denkmalschutzes zu einem Wohnhaus umgebaut. Als Hauptmieter wird der Arbeiter-Samariter-Bund (ASB) in das entstehende Soziokulturelle Zentrum im Erdgeschoss einziehen. Die Investitionen zum gesamten Umbau liegen bei rund zehn Millionen Euro. Die Fertigstellung ist bis Ende 2019 vorgesehen.

Auswahl Frohnhauser Schulen:
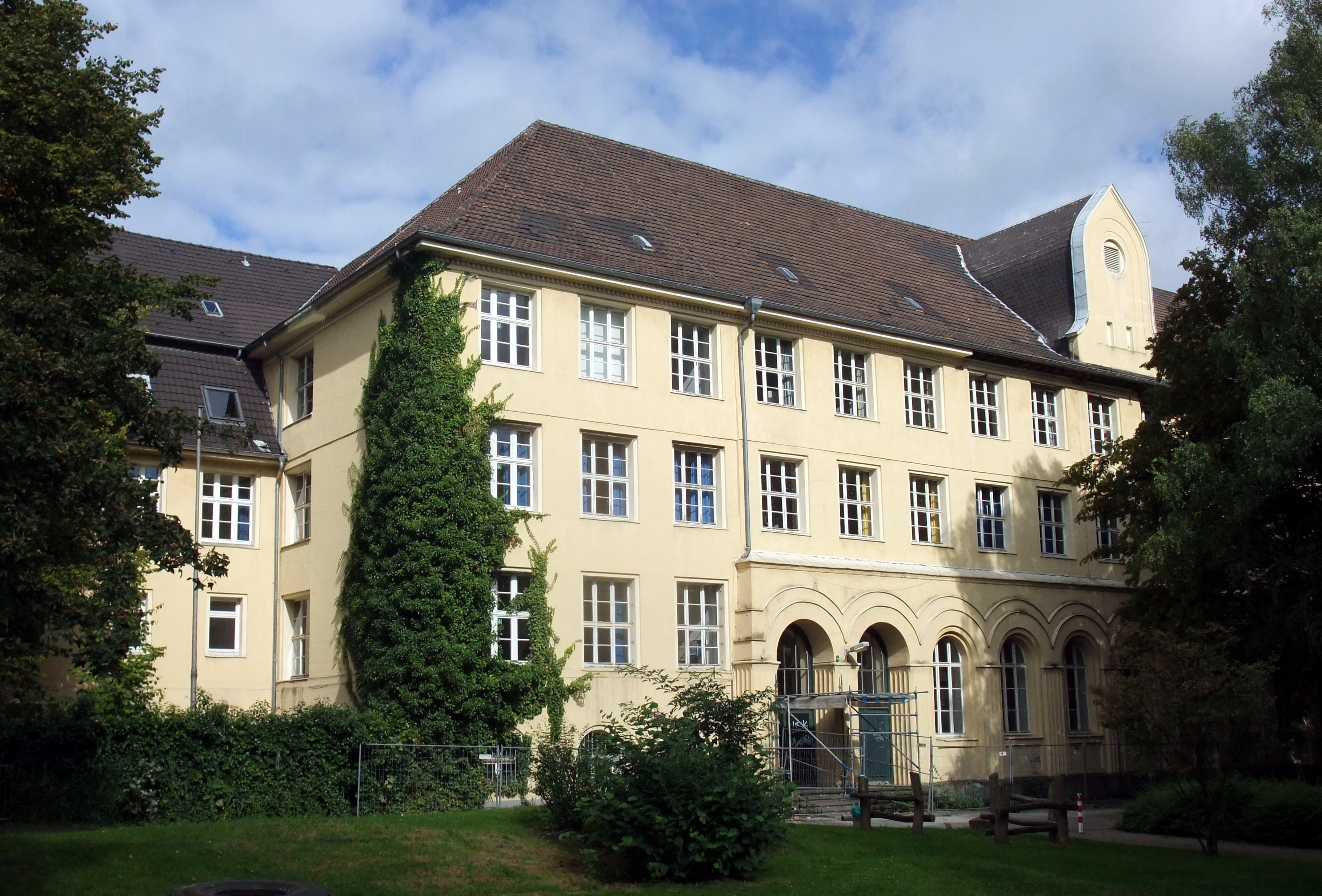
Ehemalige Hauptschule Bärendelle, vormals Volksschule
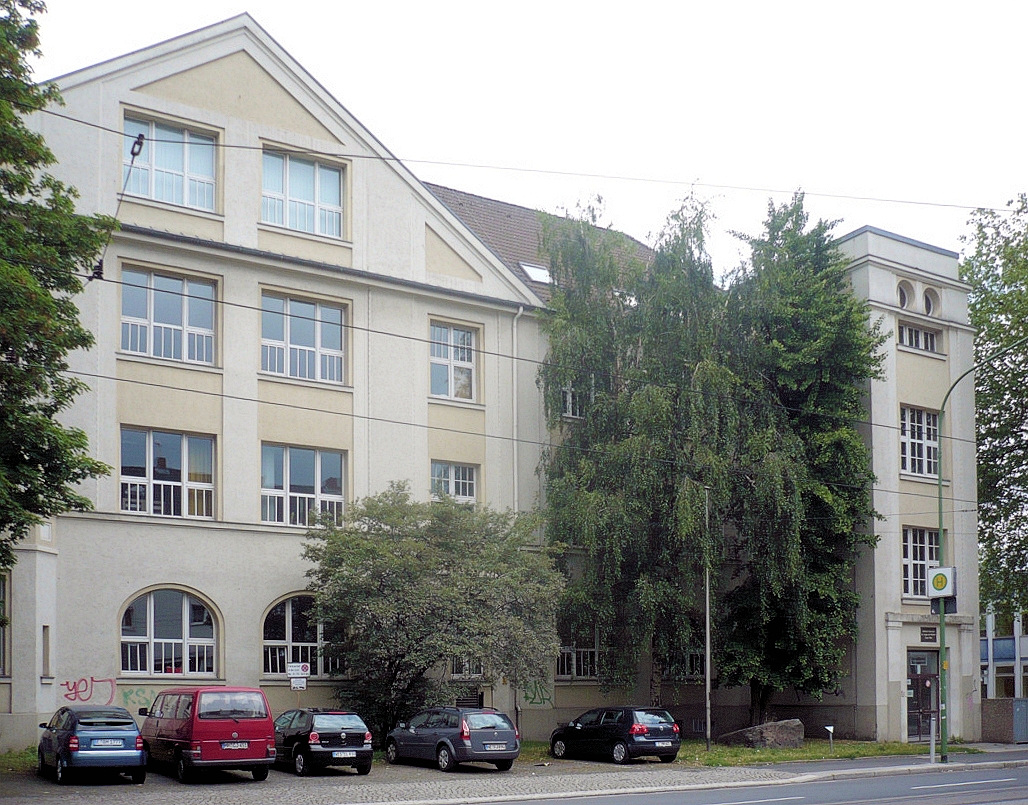
Realschule West, vormals Knaben-Mittelschule Essen-West
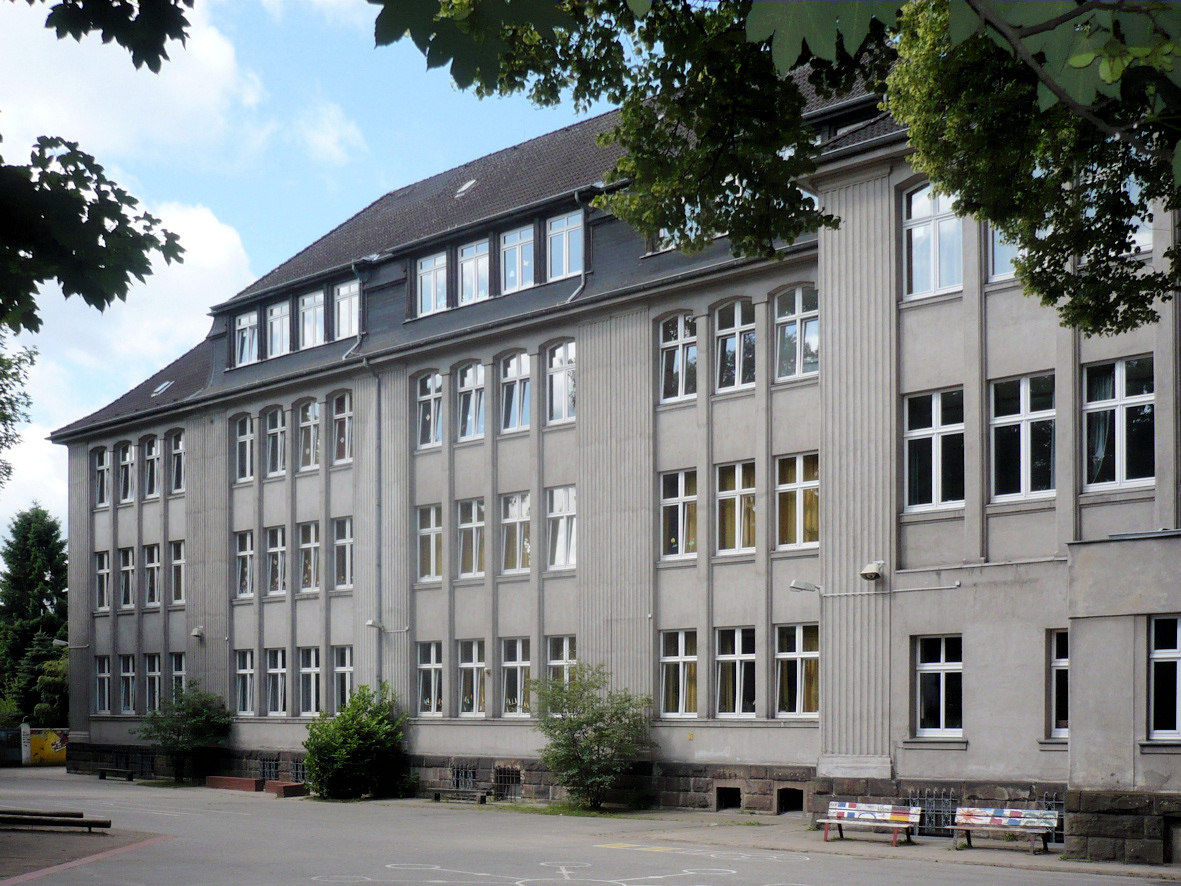
Elisabeth-Grundschule, 1912 als Volksschule XVIII eröffnet
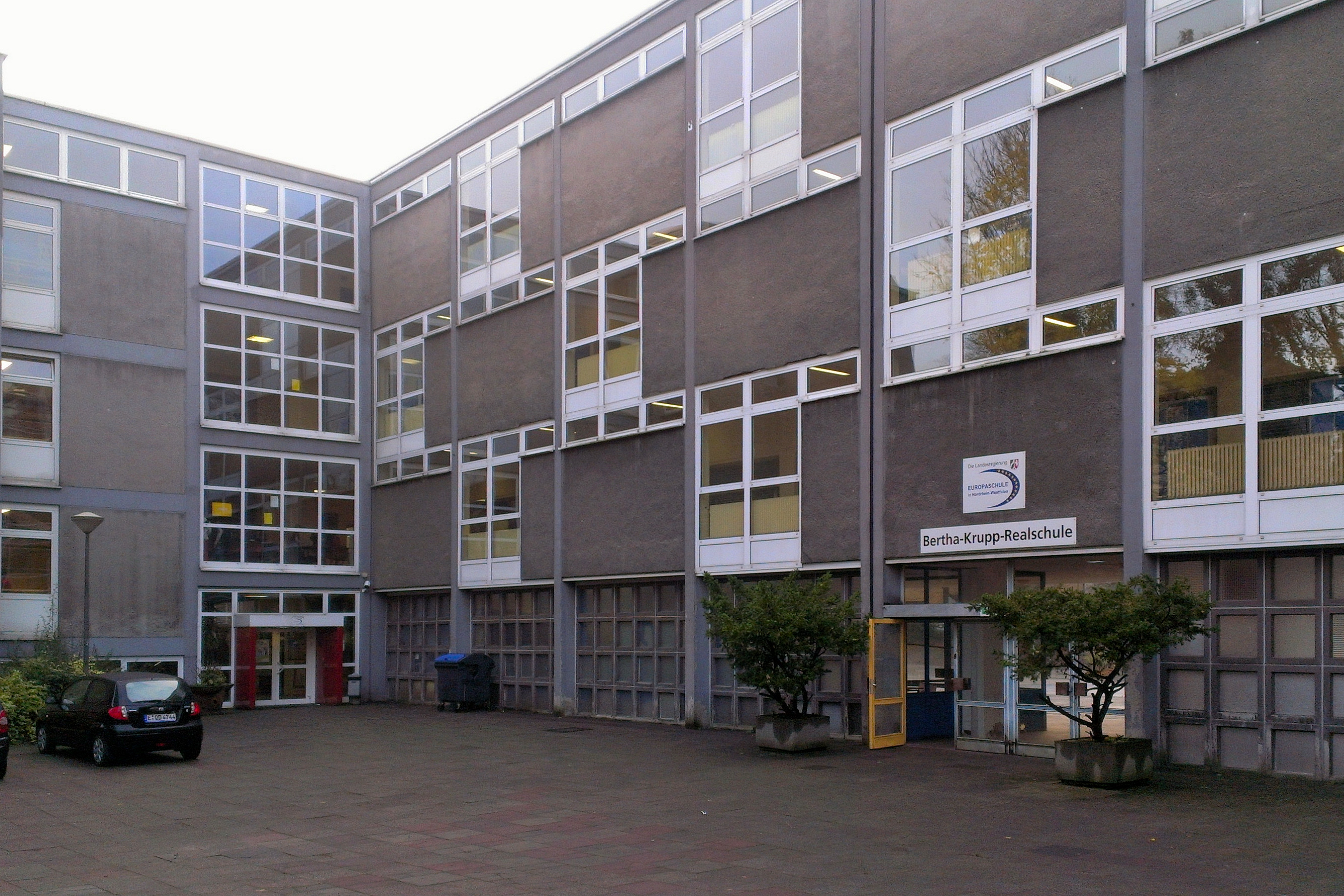
Bertha-Krupp-Schule

## Frohnhausen heute

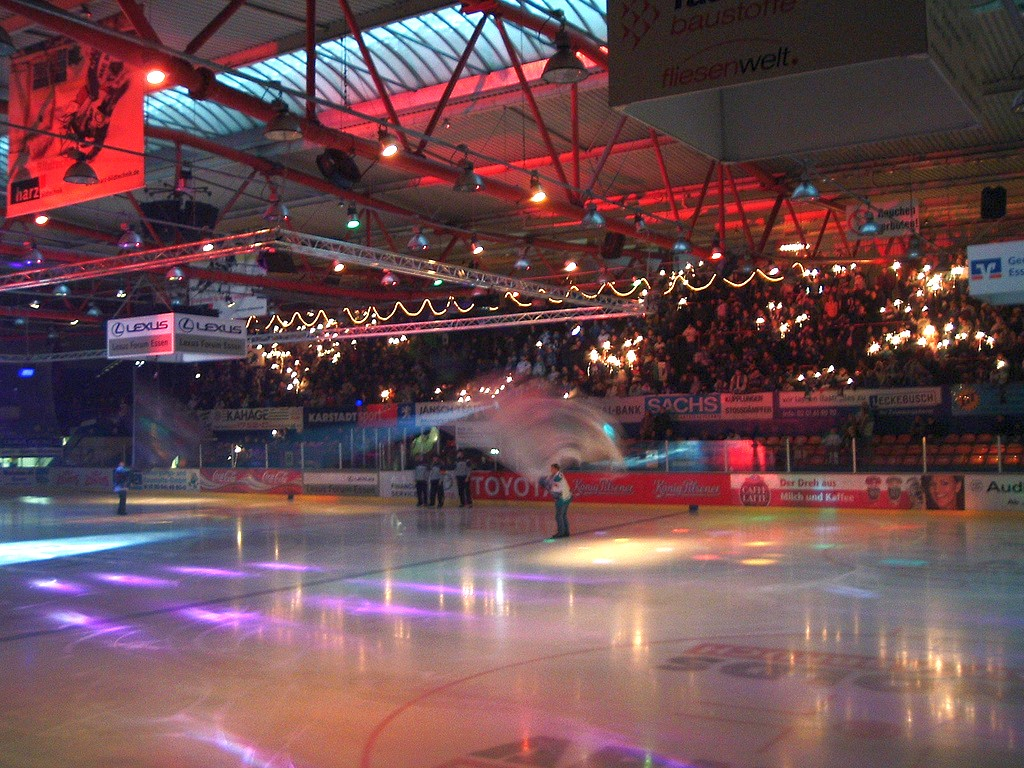
Eissporthalle Essen-West

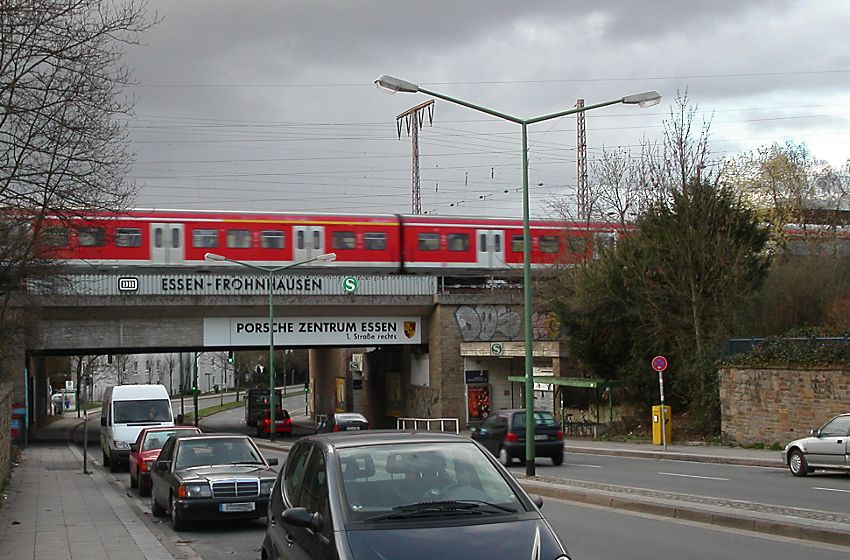
S-Bahn-Haltepunkt Essen-Frohnhausen

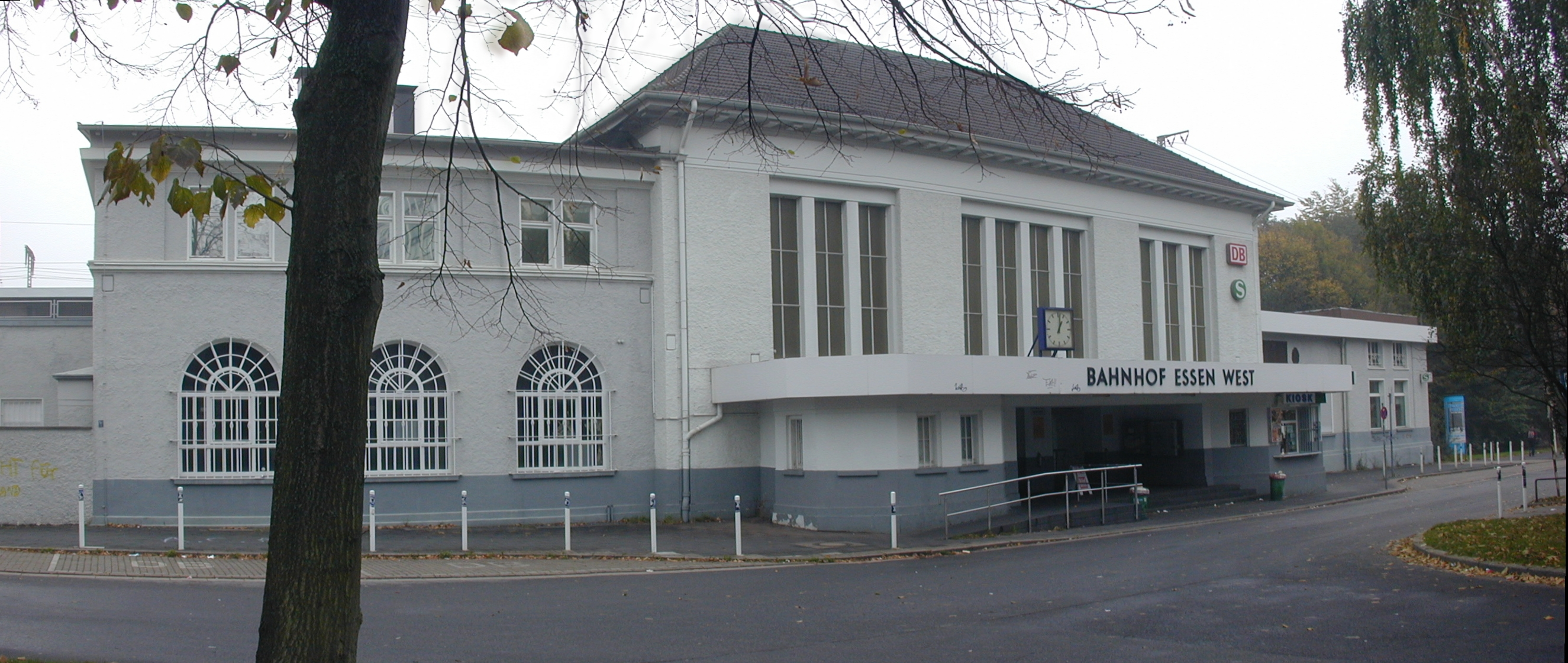
Bahnhof Essen West

Essen-Frohnhausen ist heute ein relativ günstiges, dicht besiedeltes Wohngebiet nahe am Stadtzentrum. Es besteht aus vielen ehemaligen Werkssiedlungen, wie beispielsweise dem Luisenhof, der Siedlung Bärendelle, der Siedlung Breilsort oder der späten Siedlung Pottgießerhof. Inmitten der zahlreichen Wohngebiete gibt es noch heute mehrere, ursprünglich zur Erholung von Krupparbeitern angelegte Parks, wie den Riehlpark, den Westpark, den Gervinus- oder den Alfredspark. Letzter liegt direkt an der Stadtteilgrenze, aber bereits in Holsterhausen. Am Marktplatz, in der Berliner Straße und rund um den Gervinusplatz gibt es umfangreichen Einzelhandel und verschiedene Banken. Die letzte Postfiliale wurde 2023 geschlossen.

### Bildung
In Frohnhausen gibt es fünf Grundschulen (Berliner Schule, Cosmas und Damian-Schule – ehemals: Grundschule a.d. Berliner Str., Elisabeth-, Gervinus- und Herderschule), zwei Realschulen (Bertha-Krupp-Schule, Realschule Essen-West), ein Gymnasium (Alfred-Krupp-Schule) [das auf Holsterhauser Gebiet liegt], drei Förderschulen (Albert-Liebmann-, Theodor-Fliedner- und Nelli Neumann-Schule) und drei Berufskollegs (Berufskolleg West, Heinz-Nixdorf-Berufskolleg für Elektrotechnik, Informations- und Telekommunikationstechnik, Rheinisch-Westfälisches Berufskolleg Essen).

### Verkehr
Das dichte Straßennetz ist an der Anschlussstelle Frohnhausen direkt mit der A 40 verbunden. Zwischen den Fahrspuren der Autobahn verkehrt die U-Bahn-Linie U 18, deren Haltepunkte Wickenburgstraße und Breslauer Straße auf Frohnhauser Gebiet liegen.
Zu Frohnhausen gehören der S-Bahn-Haltepunkt Essen-Frohnhausen mit den S-Bahnlinien S1 und S3 und der Bahnhof Essen West mit den S-Bahnlinien S1, S3 und S9 sowie den Regional-Express-Linien RE 14 und RE 49.
Die Straßenbahnen der Ruhrbahn der Linien 101, 106 und 109, sowie die Buslinien 138 (nach Mülheim), 145, 160, 161 und 196 sowie die Nachtexpresse NE10 und NE14 sind mit Frohnhausen verbunden.
| Linie   | Verlauf | Takt (Mo–Fr) |
| ------- | --- | ------------ |
|         | Essen, U Berliner Platz – U Hirschlandplatz – U Essen Hbf – U Bismarckplatz – Savignystraße/ETEC – Hobeisenbrücke – E-Frohnhausen, Wickenburgstraße – Mülheim (Ruhr), Rhein-Ruhr-Zentrum – Rosendeller Straße – U Eichbaum – U Heißen Kirche – U Mühlenfeld – U Christianstraße – U Gracht – U Von-Bock-Straße – U Mülheim (Ruhr) Hbf | 10 min       |
| 101 106 | Borbeck Germaniaplatz – Bergeborbeck Leimgartsfeld – Bergeborbeck Bf – Helenenstraße – U Berliner Platz – U Rheinischer Platz – U Rathaus Essen – U Essen Hbf – Rüttenscheider Stern – Holsterhauser Platz – Hobeisenbrücke – Alfred-Krupp-Schule – Essen West – Helenenstraße Die Linie 101 verkehrt Borbeck → Helenenstraße → Hauptbahnhof → Rüttenscheid → Helenenstraße Die Linie 106 verkehrt Helenenstraße → Rüttenscheid → Hauptbahnhof → Helenenstraße → Borbeck | 10 min       |
| 109     | Frohnhausen Breilsort – Alfred-Krupp-Schule – Berthold-Beitz-Boulevard – U Berliner Platz – U Rheinischer Platz – U Rathaus Essen – Hollestraße – Huttrop – Steele | 10 min       |
| 138     | Liniennummer derzeit nicht in Gebrauch | –            |
| 145     | Essen-Haarzopf Erbach – Fulerum, Südwestfriedhof – Frohnhausen, Wickenburgstraße – Alfred-Krupp-Schule – Weststadt – Berliner Platz – Rathaus Essen – Essen Hbf – Rüttenscheid – Stadtwaldplatz – Heisingen Baldeneysee | 20 min       |
| 160     | Borbeck Bf – Altendorf Schölerpad – Nöggerathstr. – Frohnhausen, Gervinusstr. – Holsterhausen – Rüttenscheid Martinstraße – Bergerhausen Huttropstr. – Huttrop Schwanenbuschstr. – Frillendorf – Stoppenberg Ernestinenstr. | 20 min       |
| 161     | Altendorf Schölerpad – Frohnhausen – Frohnhausen – Holsterhausen – Rüttenscheid Martinstraße – Bergerhausen Huttropstr. – Huttrop Schwanenbuschstr. – Frillendorf – Stoppenberg Ernestinenstr. | 20 min       |
| 196     | Bergeborbeck Hornbach – Hafenverwaltung – Vogelheim – Bergeborbeck Bf – Gewebepark M1 – Universität Essen – Berliner Platz – Rathaus Essen – Essen Hbf – Bismarckplatz – Alfred-Krupp-Schule – Frohnhausen, Wickenburgstraße – Betriebshof Schweriner Straße | 20 min       |
| NE10    | Essen Hbf – Am Waldthausenpark – Berliner Platz – Weststadt – Alfred-Krupp-Schule – Frohnhausen, Gervinusstr. – Wickenburgstr. – Rhein-Ruhr-Zentrum Süd – Fulerum – Haarzopf, Erbach | 60 min       |
| NE14    | Bergeborbeck Bf – Altendorf, Helenenstraße – Bockmühle – Frohnhauser Platz – Alfred-Krupp-Schule – Holsterhauser Platz – Rüttenscheid, Martinstraße – Huttropstraße – Steele – Kray Süd Bf – Kray Mitte – Kray Nord Bf | 60 min       |

### Bevölkerung
Am 31. März 2025 lebten 33.425 Einwohner in Frohnhausen.
Strukturdaten der Bevölkerung in Frohnhausen (Stand: 31. März 2025):
- Bevölkerungsanteil der unter 18-Jährigen: 15,7 % (Essener Durchschnitt: 16,9 %)[32]
- Bevölkerungsanteil der mindestens 65-Jährigen: 17,7 % (Essener Durchschnitt: 21,7 %)[33]
- Ausländeranteil: 24,8 % (Essener Durchschnitt: 20,6 %)[34]

### Sportstätten
Im Westen des Stadtteils gibt es die Helmut-Rahn-Sportanlage, einst Bezirkssportanlage West genannt, mit Fußballplätzen, einem Handball-Leistungszentrum und einer Rollsport-Arena, welche den Verein SHC Rockets Essen 1985 beheimatet. Am Bahnhof Essen West befindet sich seit 1972 die Eissporthalle Essen-West, die täglich von der Öffentlichkeit genutzt werden kann. Dort finden sowohl Eis-Discos wie auch Eishockeyspiele des ESC Moskitos Essen statt.
In der Nähe des Haltepunktes Essen West gibt es mit dem Hallenbad Friedrichsbad das älteste noch in Betrieb befindliche Schwimmbad der Stadt Essen und damit heute das einzige Bad Frohnhausens. Es ist nur zu bestimmten Zeiten der Öffentlichkeit zugänglich und wird sonst von Schulklassen, Vereinen etc. genutzt. Das Freibad West, an der Nöggerathstraße in Altendorf unmittelbar nördlich der Stadtteilgrenze, wurde 1968 eröffnet und 2000 aus Kostengründen geschlossen und das Gelände mit Wohnungen bebaut. Als Ersatz wurde ein Außenbeckens am Freizeitbad Oase gebaut. Dieses, 1983 eröffnete, Bad südlich des S-Bahn-Haltepunktes Frohnhausen wurde am 1. April 2010 geschlossen und im Winter 2013/2014 abgerissen.